# ناصري (صوغان)
ناصري (بالفارسية: ناصری) هي منطقة سكنية تقع في إيران في قسم صوغان الريفي. يقدر عدد سكانها بـ 61 نسمة .